# Église Sainte-Marie de l'Almudena
Pour les articles homonymes, voir Almudena.
L'église Sainte-Marie de l'Almudena (Iglesia de Santa María de la Almudena en espagnol) est l'église la plus ancienne de Madrid jusqu'à sa démolition en 1868 dans le cadre des travaux de rénovation de la Calle Mayor (es) et du viaduc de Ségovie (es) et peut-être influencée par l'atmosphère révolutionnaire ambiante.
Cette église est située à l'angle de l'ancien tracé des rues Mayor (es) où se situe son entrée, et Bailén (es), à l'emplacement de l'ancienne mosquée principale de Madrid à l'époque d'Al-Andalus. Le bloc décrit abrite également la Plaza de Santa María la Mayor, à son extrémité ouest. La mosquée fait partie de la première enceinte fortifiée du complexe de la citadelle, à côté du château érigé dans la partie nord de l'emplacement de l'actuel palais royal.

#### Ouvrages généraux
- (es) Jerónimo De Quintana, Historia de la antigüedad, nobleza y grandeza de Madrid. Año 1629, Madrid, Mairie de Madrid, 1954.
- (es) María Isabel Gea Ortigas, Curiosidades y anécdotas de Madrid, Madrid, La Librería, 1999 (ISBN 84-87290-53-1).
- (es) Pedro López Carcelén, Atlas de la historia de Madrid, Madrid, La Librería, 2004, 2e éd. (ISBN 84-95889-63-3).
- (es) Juan López de Hoyos, Carta al Ayuntamiento desta Villa de Madrid. 1569, Madrid, Ábaco, 1976.
- (es) Antonio Ponz, Viage de España. 1772, Madrid, Aguilar, 1947.
- (es) Eulalia Ruiz Palomeque, Ordenación y transformaciones del casco antiguo madrileño durante los siglos XIX y XX, Madrid, Instituto de Estudios Madrileños, 1976.

#### Ouvrages spécialisés
- (es) Diego Juan De Vera Tassis, Historia del orden, invención y milagros de la sagrada imagen de Nuestra Señora de la Almudena, antigüedades y excelencias de Madrid, Madrid, 1692.
- (es) José Monasterio Riesco, La antigua iglesia de Santa María la Real de la Almudena, B.S.E.E, 1951.
- (es) Ficha del capitel esquinero con representación de dos pavos procedente de la iglesia de Santa María de la Almudena, Musée archéologique régional de la communauté de Madrid (lire en ligne).

#### Articles
- (es) Jesús Esetena, « Los restos románicos de la iglesia de la Almudena », Pasión por Madrid,‎ 13 janvier 2014 (lire en ligne, consulté le 29 février 2024).
- (es) Ritama Muñoz-Rojas, « Los arqueólogos rescatan en la calle Mayor los restos de la iglesia más antigua de Madrid », El País,‎ 30 octobre 1998 (lire en ligne, consulté le 29 février 2024).
- (es) « Historia de la iglesia de Santa María de la Almudena », El pensamiento Español,‎ 30 septembre 1868.